# Ratko Janev
Ratko Janev  (macedônio: Ратко Јанев, 30 de março de 1939 em Sveti Vrač, Bulgária) era um físico iugoslavo e sérvio e estudioso atômico.
Ratko Janev nasceu em 30 de março de 1939 em Sveti Vrach, Bulgária. Durante a juventude, mudou-se para a Iugoslávia, onde se formou na Escola Secundária Skopje em 1957 e depois estudou na Universidade de Belgrado, onde obteve doutorado em 1968. Desde 1965, ele era associado do Instituto Nuclear Vinča. Desde 1986, ele foi chefe de seção da unidade atômica e molecular da Agência Internacional de Energia Atômica em Viena. Em 1972, Janev tornou-se professora assistente de física nuclear na Universidade de Skopje e professora de física teórica na Universidade de Belgrado. Entre 2002 e 2004, trabalhou no Departamento de Física de Plasmas do Centro de Pesquisa para Jülich, Alemanha. Janev era membro da Academia de Ciências e Artes da Macedônia. Em 2004, recebeu o Prêmio de Pesquisa da Fundação Alexander von Humboldt pelo projeto "Modelagem e diagnóstico de plasma Fusion Edge / desviador" sobre o entendimento de plasmas de camada limite fria em reatores de fusão nuclear, realizado em colaboração com o Centro de Pesquisa Juelich.

## Publicações
- S. B. Zhang, J. G. Wang, and R. K. Janev, Phys. Rev. Lett. 104, 023203 (2010).
- Y. K. Yang, Y. Wu, Y. Z. Qu, J. G. Wang, R. K. Janev, and S. B. Zhang, Phys. Lett. A 383, 1929 (2019).
- J. Li, S. B. Zhang, B. J. Ye, J. G. Wang, and R. K. Janev, Physics of Plasmas 23, 123511 (2016).
- R. K. Janev, S. B. Zhang, and J. G. Wang, Matter and Radiation at Extremes 1, 237 (2016).
- R. K. Janev, Atomic and molecular processes in fusion edge plasmas (Springer Science, 2013).
- S. L. Zeng, L. Liu, J. G. Wang, and R. K. Janev, Journal of Physics B-Atomic Molecular and Optical Physics 41, 135202 (2008).
- Y. Y. Qi, J. G. Wang, and R. K. Janev, Phys. Rev. A 78, 062511 (2008).
- "Atomska fizika" (Atomic physics), 1972
- (with L. Presnyakow and W.Schewelko): " Physics of highly charged ions", 1985
- (with Detlev Reiter): "Unified analytic representation of hydrocarbon impurity collision cross sections", in: Journal of Nuclear Materials, in 2003
- "Atomska fizika" (Atomic physics), MANU, Skopje, 2012.
- Atomic_and_plasma_material_interaction https://books.google.com/books/about/Atomic_and_plasma_material_interaction_p.html?id=rSNRAAAAMAAJ&redir_esc=y
- Collision Processes of Hydrocarbon Species in Hydrogen Plasmas https://www.amazon.co.uk/Collision-Processes-Hydrocarbon-Species-Hydrogen/dp/B0019T6NK2/ref=sr_1_2?s=books&ie=UTF8&qid=1349889726&sr=1-
- R. K. Janev, D. Jakimovski, Proton impact charge exchange and excitation cross sections for liquid Sn divertor studies. CPP.2019. https://onlinelibrary.wiley.com/doi/full/10.1002/ctpp.201900053